# Mas Pla (veïnat de Salom)
El Mas Pla és una masia de Santa Cristina d'Aro (Baix Empordà) inclosa a l'Inventari del Patrimoni Arquitectònic de Catalunya.

## Descripció
Masia de tipologia clàssica amb planta baixa, pis i golfes. A banda i banda de la façana principal hi té adossats dos cossos, un de planta quadrangular i més alt a manera de torre (esquerra) i l'altre, més baix que la masia, a manera de galeria tancada.
La masia, nucli de tot el conjunt i el cos més antic, és coberta a dues vessants, amb el carener perpendicular a la façana principal. Presenta diverses obertures, totes allindades i emmarcades amb pedra, i un aparell de pedra a base de carreus de mides diverses i disposats de manera irregular; als angles hi ha carreus més grossos i ben tallats.
La torre, posterior a la masia (segle XX) té coberta a quatre vessants, planta baixa i dos pisos; el primer pis té finestres allindanades, mentre que el pis superior té un parell de finestres d'arc de mig punt a cada façana. Totes les obertures, així com els angles dels murs, són ressaltats amb elements d'obra vista.
El cos afegit a l'altra banda fou construït com eixamplament a l'hora d'instal·lar-hi un restaurant; fa pròpiament les funcions de menjador.